# Мировичі (Золотоніський район)
Миро́вичі — село в Україні, у Золотоніському районі Черкаської області. Входить до складу Шрамківської сільської громади. Населення — 896 чоловік (на 2001 рік).
Село розташоване на річці Чумгак за 12 км від селища Драбів та за 12 км від залізничної станції Кононівка.

## Населення

### Мова
Розподіл населення за рідною мовою за даними перепису 2001 року:
| Мова            | Кількість | Відсоток |
| --------------- | --------- | -------- |
| українська      | 882       | 98.44%   |
| російська       | 8         | 0.89%    |
| білоруська      | 2         | 0.22%    |
| інші/не вказали | 4         | 0.45%    |
| Усього          | 896       | 100%     |

## Історія
Мировичі відомі з XVII століття. Першим поселенцем тут був Конон Тимченко, родом із Коломиць. Він у 1680 році насипав греблю і поставив хату. У 1680-х роках полковник Іван Мирович над річкою Чумгак створив хутір. У 1718 році хутір російський імператор Петро І віддав генерал-майору Фомі Кантакузину, який заснував на цій землі військову слободу і назвав Кантакузівкою.
Кантакузівка була приписана до Троїцької церкви у Коломицях.
Селище є на мапі 1826-1840 років.
Під час радянсько-німецької війни на фронтах воювали 186 жителів села, з них 127 нагороджено орденами й медалями. В пам'ять про 88 загиблих земляків односельці спорудили монумент Слави.
Після 1945 року приєднан хутір Чумгак (Тамарівка, Томери)
Станом на 1972 рік в селі проживало 1 492 чоловіка, була розміщена центральна садиба колгоспу ім. Петровського, який обробляв 2,4 тисяч га землі, у тому числі орної 2,3 тисяч га. Напрямом господарства було тваринництво.
На той час працювали середня школа, де навчалося 319 учнів, будинок культури на 300 місць, 2 бібліотеки з книжковим фондом 13 тисяч примірників, фельдшерсько-акушерський пункт, філія зв'язку, ощадна каса, 3 магазини.
19 вересня 2024 року Верховна Рада підтримала перейменування села Кантакузівка на Мировичі. 26 вересня 2024 року перейменування набуло чинності.

## Цікаві факти
У XVIII ст. на Кантакузівському хуторі у знайомих жив Павло Шульженко на прізвисько Мацапура — душогуб, вбивця і насильник, керівник банди «козаків», яка орудувала у краї.

### Ресурси інтернету
- Кантакузівка на who-is-who.com.ua [Архівовано 28 липня 2014 у Wayback Machine.]
- ЛІВОБЕРЕЖНИЙ ВЕРСАЛЬ [Архівовано 11 лютого 2014 у Wayback Machine.]